# Kam si namenjen
»Where Are You Going To My Love« je original skladba in single britanske zasedbe The Brotherhood of Man iz leta 1970. Glasbo sta napisala Billy Day, John Goodison, besedilo pa Tony Hiller in Sunny Leslie.

## Bele vrane
»Kam si namenjen« je skladba in tretji single skupine Bele vrane iz leta 1971. Sicer pa je to posemplana melodija izvirne »Where Are You Going To My Love« skupine The Brotherhood of Man.
Izvirno angleško besedilo sta napisala Tony Hiller in Sunny Leslie, slovensko besedilo pa je napisal Dušan Velkaverh.

### Snemanje
Producent je bil Dečo Žgur. Skladba je bila izdana samo kot single (nikoli kot album) pri založbi Helidon na veliki vinilni plošči. 

### Produkcija
- Billy Day – glasba
- John Goodison – glasba
- Tony Hiller – besedilo (izvirno angleško)
- Sunny Leslie – besedilo (izvirno angleško)
- Dušan Velkaverh – besedilo (slovensko)
- Dečo Žgur – aranžma, producent

### Studijska izvedba
- Bele vrane – vokali

## Mala plošča
7" vinilka
- »Kam si namenjen« (A-stran) – 3:21
- »Od srca do srca« (B-stran) – 2:31